# 인 디 아일
《인 디 아일》(In den Gangen, In the Aisles)은 독일에서 제작된 토마스 슈투버 감독의 2018년 드라마 영화이다. 프란츠 로고스키 등이 주연으로 출연하였고 요헨 라우베 등이 제작에 참여하였다. 제68회 베를린 국제영화제의 황금곰상에 입품되었다. 베를린에서 Prize of the Ecumenical Jury 상을 받았다.

## 출연

### 주연
- 프란츠 로고스키
- 산드라 휠러
- 페터 쿠르트

### 조연
- 헤닝 페커
- 마티아스 브레너

## 기타
- 공동제작: 운디네 필터
- 공동제작: 마르틴 프뤼모르겐
- 라인프로듀서: 미하엘 융플라이슈
- 미술: 제니 뢰슬러
- 세트: 마리아 클링너
- 의상: 율리아네 마이어
- 배역: 아냐 디르베르크
- 배역: 카렌 벤틀란트